# Fredy Torres
Fredy Fernando Torres Portillo (ur. 10 maja 1962) – salwadorski judoka. Dwukrotny olimpijczyk. Zajął dwudzieste miejsce w Los Angeles 1984, w wadze półlekkiej i 33. w Seulu 1988, w wadze lekkiej.

## Letnie Igrzyska Olimpijskie 1984
| Konkurencja | Eliminacje          | Klas. końcowa |
| Konkurencja | Przeciwnik I        | Miejsce       |
| ----------- | ------------------- | ------------- |
| 65 kg       | Sérgio Sano (BRA) P | 20.           |

## Letnie Igrzyska Olimpijskie 1988
| Konkurencja | Eliminacje             | Klas. końcowa |
| Konkurencja | Przeciwnik I           | Miejsce       |
| ----------- | ---------------------- | ------------- |
| 71 kg       | Giorgi Tenadze (SUN) P | 33.           |